# Albert Reynolds
Albert Martin Reynolds (3. november 1932 – 21. august 2014) var en irsk politiker fra partiet Fianna Fáil, der var Irlands taoiseach (regeringsleder) fra 1992 til 1994.